# Melodie Wakivuamina
Melodie Wakivuamina (* 1996 in Zürich), auch Melodie Simina, ist eine Schweizer Schauspielerin. Einem breiten Publikum wurde sie durch die Serie Schwarze Früchte (2024) bekannt.

## Leben
Wakivuamina absolvierte zunächst eine dreijährige Ausbildung zur Frisörin. Im Jahr 2016 zog sie für ein dreijähriges Schauspielstudium an der Internationalen Akademie für Filmschauspiel (IAF) nach Köln, das sie 2019 abschloss.
Anschließend begann Wakivuamina ihre Schauspielkarriere mit verschiedenen Produktionen in Fernsehen, Film und Kino.
Ab 2019 spielte sie die Schülerin Elani Kabongo in der Serie Der Lehrer. Ihre erste Filmrolle hatte sie in der britischen historischen Dramaserie Domina für Sky im Jahr 2021. Im selben Jahr spielte sie im Kurzfilm I Am von Jerry Hoffmann, für den sie beim First Steps Award 2021 für den Götz-George-Nachwuchspreis nominiert wurde. Sie war auch in der Netflix-Miniserie Schlafende Hunde zu sehen, die im Juni 2023 veröffentlicht wurde. Darüber hinaus spielte sie in der Serie Perfekt verpasst mit Anke Engelke und Bastian Pastewka, die im August 2024 bei Prime Video startete. Ab Herbst 2024 war sie in der ARD-Serie Schwarze Früchte zu sehen, die zuvor beim Tribeca Film Festival in New York Weltpremiere feierte.
Wakivuamina wuchs mehrsprachig auf und spricht neben Deutsch auch Lingala. Seit 2016 lebt sie in Köln.

## Filmografie (Auswahl)
- 2019: SOKO München (Fernsehserie, eine Folge)
- 2019–2021: Der Lehrer (Fernsehserie, 10 Folgen)
- 2020–2023: Das Traumschiff (Fernsehserie, 2 Folgen)
- 2020: Über die Grenze: Rausch der Sterne* 2021: Domina für Sky
- 2021: I Am (Kurzfilm)
- 2021: Domina (Fernsehserie)
- 2022: Freibad (Spielfilm)
- 2023: Schlafende Hunde
- 2024: Perfekt Verpasst (Fernsehserie)
- 2024: Schwarze Früchte (Fernsehserie)
- 2024: Ich dich auch! (Fernsehserie, 1 Folge)

## Auszeichnungen
- Preis als Beste Schauspielerin bei den Karlsruhe Independent Days, Deutschland
- Nominierung als Beste Schauspielerin beim Little Wing Festival Vereinigtes Königreich
- Preis als Beste Schauspielerin beim Bronze Lens Festival in Atlanta, Vereinigte Staaten
- Nominierung für den Götz-George-Nachwuchspreis beim First Steps Award 2021 für I Am, Deutschland
- Preis als Beste Schauspielerin beim New Zealand Web Festival, Neuseeland